# Universitat de Temple
La Universitat de Temple (en anglès: Temple University) és una universitat pública de Filadèlfia, Pennsilvània, i que compta aproximadament amb 33.000 estudiants. El seu fundador, Russell Herman Conwell, un pastor baptista de l'església Grace Baptist Church, coneguda llavors com el temple baptista, creà la universitat com una extensió educativa del seu ministeri al temple. És la vintivuitena universitat més gran dels Estats Units, i la segona més gran de Filadèlfia.
Té alumnes de 145 països i compta amb disset escoles i facultats. És el sisè proveïdor més gran d'educació professional als EUA.
Té campus a ciutats com Tòquio (TUJ), el principal campus estranger, Londres o Roma; igual que a Pennsilvània.

## Facultats
Té disset facultats:
- Escola de disseny ambiental.
- Escola Tyler d'art.
- Col·legi Fox de negocis.
- Escola Kornberg Maurice H. d'odontologia.
- Facultat d'educació.
- Facultat d'enginyeria.
- Col·legi de salut i treball social.
- Facultat de dret de Beasley.
- Facultat d'arts lliberals.
- Facultat de medecina.
- Col·legi Boyer de música i dansa.
- Facultat de farmàcia.
- Escola de medecina podològica.
- Col·legi de ciències i tecnologia.
- Escola de turisme i hostaleria.
- Escola de comunicacions i teatre.